# Anoplophora lucipor
Anoplophora lucipor är en skalbaggsart som beskrevs av Newman 1842. Anoplophora lucipor ingår i släktet Anoplophora och familjen långhorningar.
Artens utbredningsområde är Filippinerna. Inga underarter finns listade i Catalogue of Life.